# (3865) Lindbloom
(3865) Lindbloom es un asteroide perteneciente al cinturón de asteroides, descubierto el 13 de enero de 1988 por Henri Debehogne desde el Observatorio de La Silla, Chile.

## Designación y nombre
Designado provisionalmente como 1988 AY4. Fue nombrado Lindbloom en homenaje al polifacético "George G. Lindblom", miembro del equipo y presidente de una asociación de astrónomos de Pittsburgh.